# Ferulago
- Commons
- Wikispecies

Ferulago é um género botânico pertencente à família Apiaceae.